# 愛情一本
《愛情一本》（另譯：愛情一本道，原名：愛情イッポン!）是由日本電視台（NTV）所製作的一齣日劇，由女星松浦亞彌主演，共有10集。在日本的首播日是2004年7月10日。曾在台灣於台視《台視日劇館》時段以雙語、中文字幕播映，首播日是2005年3月14日。

## 幕後人員
- 編劇：樫田正剛
- 配樂：仲西匡
- 製作人：村瀨健、井上由紀
- 導演：豬股隆一
- 主題曲：《YOUR SONG ～青春宣誓～》

演唱：松浦亞彌

## 登場人物
- 夏八木巴：松浦亞彌
- 夏八木正平：中村雅俊
- 住川幸輝：山口智充
- 望月太郎：海東健
- 轟のぼる：伊藤淳史
- 横山薫子：石川亞沙美
- 山形修一：山崎樹範
- 柴田みりん：サエコ
- 西園寺輝男：荒川良良
- 海老原刑事：石田太郎
- 小松久三：矢澤幸治
- 楠大五郎：積圭祐
- 内村さつき：釋由美子
- 横山武：山下真司
- 住川笑美子：戶田惠子
- 成田杉作：船越英一郎
- 夏八木理津子：笛吹雅子
- 客串演出：早安少女組的高橋愛、龜井繪里

## 外部連結
- 官方網站 （页面存档备份，存于）